# Bag of Hits
Bag of Hits è il secondo album di raccolta del gruppo musicale statunitense Fun Lovin' Criminals, pubblicato il 9 luglio 2002.

## Tracce
1. The Fun Lovin' Criminal – 3:12
2. Up on the Hill – 4:26
3. Loco – 3:54
4. Korean Bodega – 2:48
5. King of New York – 3:46
6. Run Daddy Run – 3:46
7. The Grave and the Constant – 4:46
8. Swashbucklin' in Brooklyn – 3:47
9. Love Unlimited – 3:25
10. Bump – 3:43
11. Scooby Snacks – 3:03
12. Smoke 'Em – 4:45
13. Couldn't Get It Right – 3:46
14. Big Night Out – 3:38
15. We Have All the Time in the World – 3:39